# 6392 Takashimizuno
A 6392 Takashimizuno (ideiglenes jelöléssel 1990 HR) egy kisbolygó a Naprendszerben. Mizuno Josikane és Furuta Tosimasza fedezte fel 1990. április 29-én.